# Vicente Noble (kommun)
Vicente Noble är en kommun i Dominikanska republiken. Den ligger i provinsen Barahona, i den sydvästra delen av landet, 120 km väster om huvudstaden Santo Domingo. Antalet invånare i kommunen är cirka 21 600.